# Berehove, Krasnodon
Berehove (în ucraineană Берегове) este un sat în comuna Parhomenko din raionul Krasnodon, regiunea Luhansk, Ucraina.

## Demografie
Componența lingvistică a localității Berehove
     Ucraineană (50%)
     Rusă (50%)
Conform recensământului din 2001, majoritatea populației localității Berehove era vorbitoare de ucraineană (50%), existând în minoritate și vorbitori de rusă (50%).